# مارگو فارل
مارگو فارل (به انگلیسی: Margaux Farrell) (زادهٔ ۲۲ اوت ۱۹۹۰) شناگر اهل فرانسه است.